# St. Peter und Paul (Lahr)

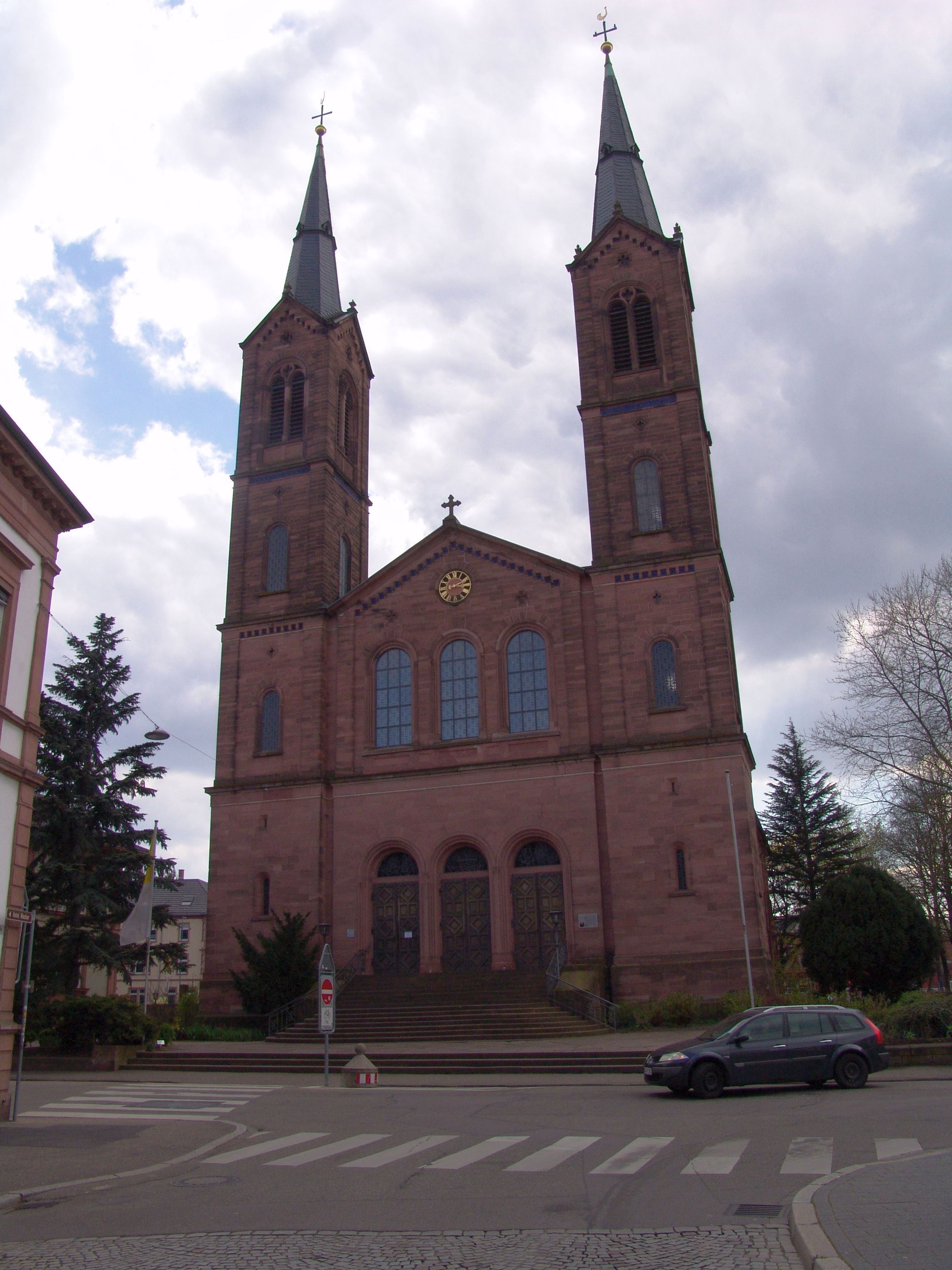
St. Peter und Paul in Lahr

Die römisch-katholische Pfarrkirche St. Peter und Paul steht in Lahr/Schwarzwald, einer Großen Kreisstadt im Ortenaukreis in  Baden-Württemberg. Die Kirchengemeinde gehört zum Dekanat Lahr im Erzbistum Freiburg. Das Bauwerk ist beim Landesamt für Denkmalpflege Baden-Württemberg als Baudenkmal eingetragen.

## Beschreibung

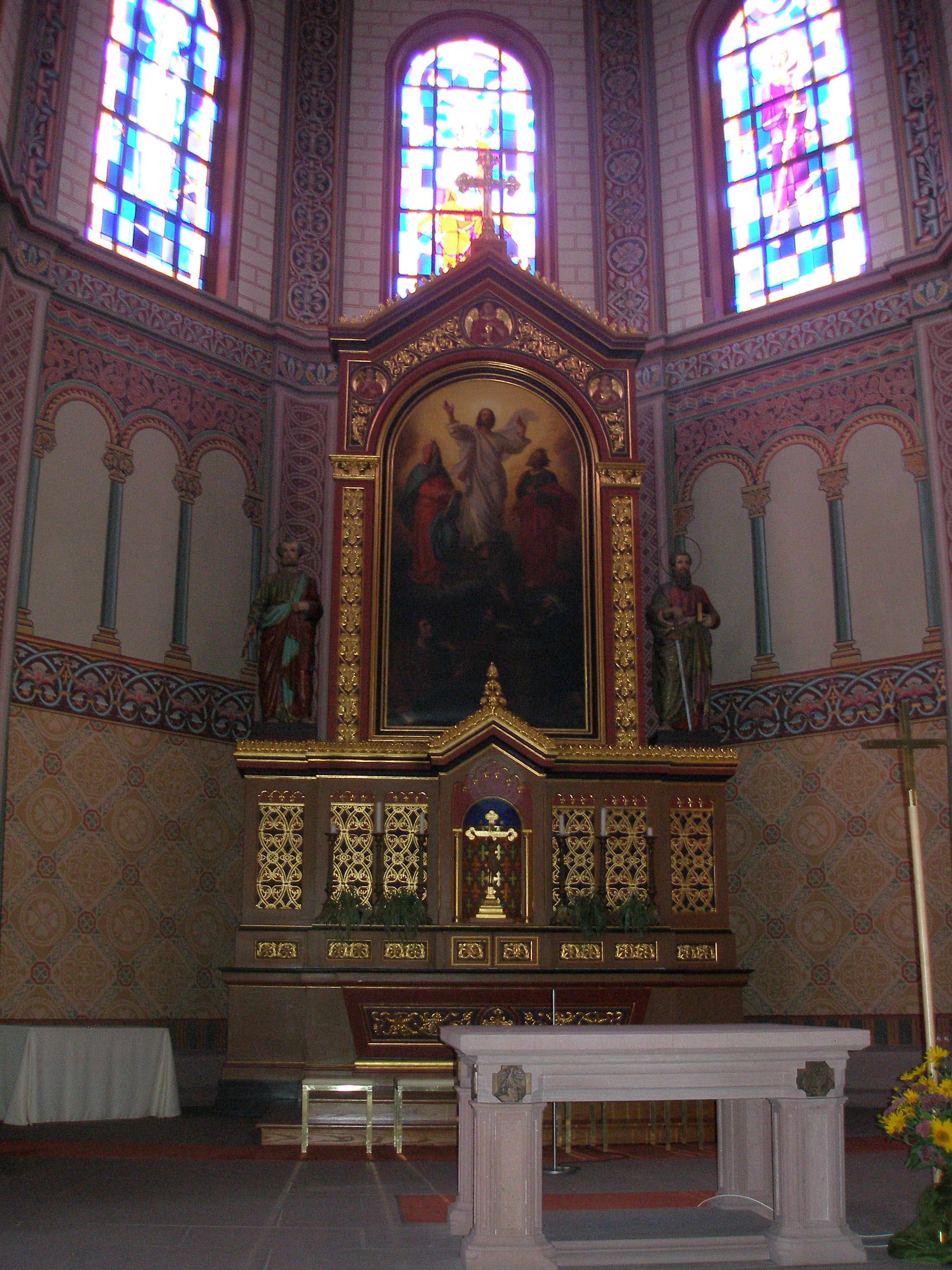
Altarraum

Die 1844–49 gebaute Basilika besteht aus einem Langhaus mit einem Mittelschiff und zwei Seitenschiffen, einem dreiseitig geschlossenen Chor im Süden des Mittelschiffs und einer Doppelturmfassade im Norden, in deren beiden Glockenstühlen insgesamt fünf Kirchenglocken hängen.
Das Altarretabel des Hochaltars mit der Darstellung der Verklärung des Herrn hat um 1850 Albert Graefle im nazarenischen Kunststil geschaffen. Die 1889 von Carl Philipp Schilling im Chor geschaffenen Malereien sind verloren gegangen. 

## Orgel
Die Albiez-Vier-Orgel von St. Peter und Paul wurde 1847–1855 von Konrad Albiez erbaut, 1909 durch Heinrich Voit sowie 1929/30 durch Friedrich Wilhelm Schwarz renoviert und 1992 durch Peter Vier unter Verwendung des vorhandenen Gehäuses und Pfeifenwerks vollständig erneuert. Sie besitzt Schleifladen mit mechanischer Spiel- und elektrischer Registertraktur. Das Instrument verfügt über 35 klingende Register, die auf zwei Manuale und Pedal verteilt sind. Die Disposition lautet:
| I Hauptwerk C–g3 |                          |       |
| 1.               | Bourdon                  | 16′   |
| 2.               | Principal                | 8′    |
| 3.               | Viola di Gamba           | 8′    |
| 4.               | Rohrflöte                | 8′    |
| 5.               | Octave                   | 4′    |
| 6.               | Rohrflöte                | 4′    |
| 7.               | Quinte                   | 2 ⁄3′ |
| 8.               | Octave                   | 2′    |
| 9.               | Mixtur IV (5-fach, ab a) | 2′    |
| 10.              | Cornett V (ab a)         | 8′    |
| 11.              | Trompete                 | 8′    |

| II Schwellwerk C–g3 |                      |        |
| 12.                 | Principal            | 8′     |
| 13.                 | Flauto amabile       | 8′     |
| 14.                 | Liebl. Gedeckt       | 8′     |
| 15.                 | Aeoline              | 8′     |
| 16.                 | Vox coelestis (ab c) | 8′     |
| 17.                 | Praestant            | 4′     |
| 18.                 | Stillflöte           | 4′     |
| 19.                 | Nazard               | 2 ⁄3′  |
| 20.                 | Flageolet            | 2′     |
| 21.                 | Terz                 | 1 3⁄5′ |
| 22.                 | Sifflet              | 1′     |
| 23.                 | Scharf IV            | 1 ⁄3′  |
| 24.                 | Basson               | 16′    |
| 25.                 | Trompete             | 8′     |
| 26.                 | Oboe                 | 8′     |
| 27.                 | Clairon              | 4′     |
|                     | Tremulant            |        |

| Pedal C–f1 |              |     |
| 28.        | Principalbaß | 16′ |
| 29.        | Subbaß       | 16′ |
| 30.        | Octavbaß     | 8′  |
| 31.        | Holzoktave   | 8′  |
| 32.        | Violoncello  | 8′  |
| 33.        | Flötbaß      | 4′  |
| 34.        | Posaune      | 16′ |
| 35.        | Trompetbaß   | 8′  |

- Koppeln: II/I, I/P, II/P
- Spielhilfen: Zungen an/ab